# 지니 (디즈니)
지니(영어: Genie)는 월트 디즈니 픽처스의 캐릭터로, 1992년의 애니메이션 영화 《알라딘》에서 첫 등장했다. 애니메이터 에릭 골드버그가 창작했으며, 아랍권의 영적 개념인 진을 모티브로 해 만들어졌다.

## 출연 작품

### 애니메이션
- 《알라딘》 (1992)
- 《자파의 귀환》 (1994)
- 《알라딘》 (1994-96)
- 《알라딘과 도적의 왕》 (1996)

### 실사 작품
- 《알라딘》 (2019)